# Nazionale maschile di rugby a 15 dell'Uzbekistan
La nazionale di rugby XV dell'Uzbekistan rappresenta il Uzbekistan nel rugby a 15 in ambito internazionale, dove è inclusa fra le formazioni di terzo livello.